# アサヒる問題
アサヒる問題（アサヒるもんだい）とは、2007年9月24日付の朝日新聞に掲載された安倍晋三に関する石原壮一郎のコメントをきっかけに、インターネット上で流行した「アサヒる」という言葉が朝日新聞への批判やパロディ化の一形態として使われるようになったことに関する一連の議論や論争を指す。本頁では「アサヒる」の語源・定義と、流行するに至った背景・経緯について解説する。

## 本件報道の経過
2007年
- 9月12日 - 自由民主党総裁の安倍晋三が所信表明演説直後に首相辞任を表明し、翌日慶應義塾大学病院へ入院。
- 9月24日 - 安倍は慶應義塾大学病院で記者会見を行い、自身の健康状態を理由に退陣した経緯を説明し、政府・国会関係者・日本国民に対して謝罪。
- 9月25日 - 朝日新聞の会見記事の中で、コラムニスト石原壮一郎の談として「『アタシ、もうアベしちゃおうかな』という言葉があちこちで聞こえる。仕事も責任も放り投げてしまいたい心情の吐露だ。そんな大人げない流行語を首相が作ってしまったのがカナシイ 」という内容が紹介された[1]。
- 9月下旬 - ネット上の掲示板やブログで「Googleで検索したが『アベする』という流行語はヒットしない」「『アベする』は捏造ではないのか?」「安倍・阿部等の姓をもった人に対していじめなどが起きかねない」との疑問が提示され、批判が続出した。逆に事実を捏造し、流布した疑惑が強いとして「アサヒる:捏造すること、事実でないことを事実のようにこしらえていうこと」という言葉が自然発生し、以後主に2ちゃんねるにおいて「アサヒる」という言葉が流行した[2]。
- 10月4日 - この日に発売された週刊新潮の10月11日号にて、本件がインターネット上で話題となっている旨の記事が掲載された[3]。
- 10月30日 - 中日新聞（東京新聞）のコラム「一筆両談」において、中日新聞社論説部員の川北隆雄が「アベするという語句は捏造だとネットで指摘されたが、コラムニストが紹介する以前から公の場で使用されていたことは明らかであり、捏造疑惑のほうが捏造である。この語は流行語大賞に推薦したい」という趣旨の記事を執筆した[4]。
- 11月 - 週刊文春の11月29日号にて発表された、読者1000人からのアンケート集計による2007年度の『週刊文春版・流行語大賞』において、「アベする」が9位、「アサヒる」が11位に選ばれた[5]。
- 12月14日 - 2ちゃんねる検索の運営母体である未来検索ブラジルが主催した『ネット流行語大賞2007』において、「アサヒる」が年間大賞金賞に選ばれた[6]。

### 2010年
- 6月16日 - ダイヤモンド社のオンライン版「DIAMOND online」に石原壮一郎本人が、当時を回顧したコラムを掲載し[7]、「自分の周囲でお互いに知らない同士の何人もが使っていた「アベする」という言葉に対して、「流行語」という表現を使ったことが間違っていたとは思っていません。」と記述した。

## 類似案件
2010年4月6日の朝日新聞の天声人語にて「与謝野る」という新語が紹介された。与謝野晶子の歌集「みだれ髪」に由来し、寝癖などで髪が乱れているという意味とされた。しかし、ネット上では「聞いたことがない」という反応が多く、「またアサひった」というコメントも見られた。
実際は2007年に『明鏡国語辞典』が行った「みんなで作ろう国語辞典」のキャンペーンで審査委員長賞を受賞した造語であったが、記事掲載まで3年が経っており、新語として紹介するのには懐疑的な意見もみられた。